# 哈維·米爾克
哈維·柏拿·米爾克（英語：Harvey Bernard Milk，1930年5月22日—1978年11月27日），美國LGBT權利運動人士，也是美國政壇中第一位公開同性戀身份的政治人物。他在1978年就任舊金山市監督委員會第五區的委員。
米爾克在紐約州出生與長大，很早就已經知道自己的同性戀傾向，但一直到40歲從政時均從未出櫃。一開始他選擇從商，常常換工作，總是靜不下來，也耐不住無趣的事物。1972年，哈維移居加州舊金山，在卡斯楚街落腳。在當時，數量眾多的男女同性戀在该区居住。哈維在卡斯楚開了一家攝影店，並在1973年決定參選市監督委員會委員。這一次的參選讓當時的同性戀組織和保守派有如芒刺在背，因為哈維對同性戀權利看法與爭取的做法，與他們截然不同。
哈維直言敢說，個性又急，精力旺盛，有時又是一副魯莽的樣子。他巧妙地政治宣傳手法，成功地擄獲媒體的焦點與選民的選票，只可惜仍是落選。他又接連參選了兩次，但並未選上。後來他也曾參選加州州眾議院議員，讓他的知名度大增。他自稱自己為「卡斯楚街市長」，帶領同性戀者进行政治運動，對抗保守派反對同性戀的立法。在1977年，舊金山市改變委員會的參選制度，哈維終於當選市政監督委員會第五區的委員。
米爾克擔任市議員只有十個月，主要的職責是負責推動同性戀權益的法令。在1978年11月27日，哈維與當時的市長乔治·莫斯科尼被丹·懷特射殺身亡。懷特與哈維同屆當選的新科委員，但因與市長莫斯科尼不和，承受不了壓力，遂而辭職。後來卻又反悔想要重返委員會，但市長卻遲遲不同意，因而埋下殺機。
米爾克在舊金山名留青史，同時也成為美國同志權利運動的代表性人物。在哈維之前，在舊金山的政治風氣一直是要求同志與民主黨內的保守派政客合作，其主要思維是以壓抑換取真正的目的。哈維的做法則是截然不同，他鼓勵同志族群在舊金山逐漸壯大的影響力，相互扶持，勇敢出櫃。在當時，對於美國還未決定通過從政追尋自我權益的同志族群，哈維成功的事蹟，給他們帶來了無比的希望。

## 年輕時期與教育

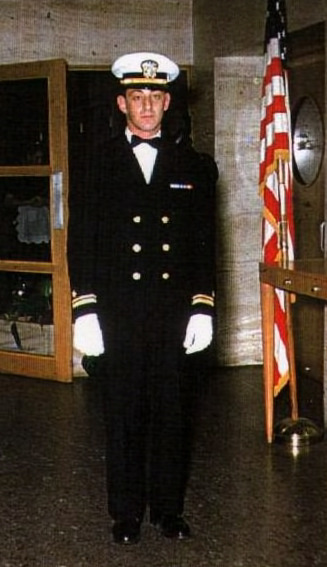
24岁的米爾克

米爾克在1930年5月22日生於紐約州長島伍德米爾 (紐約州)，父親是威廉·米爾克，母親是米那娃·米爾克，雙親都是來自歐洲的猶太人。小時候，因為哈維的招風耳與一雙大腳，還有常常在學校耍寶，眾人常常戲弄調侃他。在求學時期，哈維除了玩美式橄欖球以外，也产生了對歌劇的熱愛。在青少年時期的他，就已經認同自己的同性戀傾向，但並未出櫃。在畢業紀念冊中，他自己寫到：「大家都說，機靈的哈維.米爾克與女生從來就沒有辭窮的時候」。
1947至1951年，米爾克到紐約州奥尔巴尼就讀紐約州立師範學院，主修數學，哈維也幫校报撰稿。當時的他，已經贏得眾人對他的好感，大家都認為他是一個合群又友善的學生。沒有人曾經懷疑過他的性頃向。有一個人說過：「沒有人认為他是同性戀，他是男人中的男人。」 在韓戰時期，哈維加入美國海軍，駐紮在加州聖地牙哥，最高曾經升到上尉，並於1955年退伍。

## 職業生涯
米爾克最早在長島的喬治休利特高中教書。1956年，哈維在紐約皇后區同性戀者經常聚集的地點之一，即傑克比‧里斯公園，認識了比他年輕七歲的喬·坎貝爾(Joe Campbell)，之後哈維也熱情地追求喬。在他們開始同居之後，哈維都還不時寫浪漫情詩和紙條給喬。這對情人不久後便厭倦了紐約，決定搬到德州；可是在那又不開心，於是他們又搬回紐約。回到紐約後，哈維在紐約一家保險公司找到一份精算師的工作。喬坎貝爾與米爾克的戀情達六年之久，這也是哈維最久的戀情。哈維早先試著把他的私人生活與工作和家人分開。但是對紐約再度感到倦煩又單身的米爾克，便向他在邁阿密的女同性戀朋友提出結婚的想法，覺得這樣一來解決了 “表面上的問題….又不會阻饒彼此追求幸福.”然而，最後他還是決定留在紐約，並繼續隱密地追尋同性戀情。

### 華爾街時期
在1962年，米爾克與他年輕十歲的克來格·羅德威爾（Craig RodWell）交往。哈維對羅德威爾大獻慇懃，每天早上一通電話叫羅德威爾起床，送傳情的小紙條。但是後來哈維漸漸對羅德威爾興致全失，主要是因為羅德威爾積極地參與同性戀組織紐約馬塔辛會的活動。而且羅德威爾曾經因為在里斯公園煽動暴力與過度暴露，被警方逮補，在監獄待了三天。在哈維警覺到羅德威爾有故意挑釁警方的傾向後，這段戀情便劃下了句點。
米爾克突然由保險公司離職，改到一家在華爾街的公司當研究員。在新公司內，儘管哈維經常對資深員工出言不遜，但卻一路高昇。哈維在職場上才氣十足，也很成功，但同事間都隱約覺得他的心思沒有放在工作上。 哈維的朋友都看出來他的個性：在職場上，哈維無法忍受一成不變與無趣。在情場上，哈維則是一再選擇比他年輕很多，又需要別人時時照顧的男孩子。此時，哈維開始跟傑克·馬金利(Jack Galen McKinley)開始交往。傑克原來是湯姆·歐海根的舞台經理(Tom O'Horgan，湯姆最早是實驗劇場的製作人，後來成為百老匯舞台剧的製作人)。在1964年，米爾克後說服傑克加入保守派共和黨員高華德的總統競選團隊。這一段感情也是風波不斷，傑克經常放話，威脅哈維，要是哈維不多花點時間在他身上，他就要自殺。 為了讓傑克放棄自殺的念頭，哈維帶他到醫院去探視一個自殺未遂的人。
這個尋短的人其實就是前任男朋友喬·坎貝爾(Joe Campbell)。喬在他的男朋友比利·希普(Billy Sipple)拋棄他之後，便企圖自殺。雖然哈維與喬已經分手，但仍保持朋友關係。在當時，哈維並不是很認同喬坎貝爾與比利的感情，所以對喬坎貝爾的消沉也不是很能了解。

## 移居舊金山

### 卡斯楚街
舊金山市市場街與卡斯楚街的路口附近的地區就叫做尤瑞卡丘區(Eureka Valley)。幾十年來，這個地區是愛爾蘭人的聚集地，這些人是保守的天主教徒，也多是藍領階級。慢慢地在1960年代，一些有小孩的年輕夫婦家庭開始在柏克萊與奧克蘭的郊區定居。當時的市長喬瑟夫阿李奧多(Joseph Alioto)的政策是吸引開發業者與天主教徒到舊金山居住。這樣的政策，造成多數藍領工人，不得不搬離卡斯楚街與舊金山，間接刺激了教育程度較高的白領階級搬到舊金山來住。很多被海軍強迫退伍的同性戀士兵，就留在舊金山這個海港城市，以此為家，不願回到家鄉遭受排擠。截至1969年，舊金山成為美國擁有最多同性戀人口的城市。就連當時美國心理學院委託金賽協會普查同性戀時，金賽協會就選定舊金山來進行研究。在1963年，當第一家同性戀酒吧在此地開始營業，藍領階層急於搬走，爭先恐後地出賣房子，造成房價跌到谷底。很多本來想要搬到標榜"自由性愛"(Free Love)舊金山海特區(Haight)的嬉皮人士，因為對海特區的高犯罪率有所顧慮，於是改在此地購買一些廉價的維多利亞式房子。
哈維在1969年跟隨著數以千計男同性戀的腳步，來到了舊金山。當年，哈維是跟著一家百老匯巡迴演出演出歌舞劇《毛髮》(Hair)的劇團，來到舊金山。他的男朋友傑克馬金利因為要負責歌舞劇《超級巨星基督耶穌》(Jesus Christ Superstar)的開幕，而留在紐紐市。兩個人風風雨雨的戀情因此正式結束。這次的旅程讓哈維對舊金山非常迷戀，於是在當地的一家投資公司找了一份工作，決定在此定居。在1970年，哈維因為不滿美國入侵柬埔寨(U.S. invasion of Cambodia)，為了抗議於是開始留起長頭髮。當公司要求他剃掉長髮時，哈維拒絕，因此被公司辭退。

### 改革之路
當時仍為保守的舊金山，政治改革是一條漫長之路。當時連口交都屬於刑法重罪，光是在1970年，就有將近90個人因為觸犯此一法律而鋃鐺入獄。同性戀更是不得了，要是被查到在租來的公寓裡，有同性的性行為，租客就會被趕出去，到同志酒吧會被逮捕。因為這樣，很多男同性戀選擇到晚上公園裡做愛。當時市長喬瑟夫為了爭取天主教徒的支持，將掃蕩公園公開性行為列為第一要務。光是在1971年，舊金山就有2800位男同性戀因為公共場所性行為而被逮捕，同年在紐約市，因此罪名入獄的只有63人。因為這樣入獄的人，會被註冊為性犯罪人士。
在1971年，哈維回到紐約市，在歐海根戲院公司(O'Horgan's theater company)任職助理製作人，籌備 "Eve Merriam's Inner City" 與 "Lenny" 兩齣戲系。根據一篇來自《紐約時代》的詳盡報導指出，哈維當時在戲院公司的工作屬於跑龍套的一般助理。

## 從政之路

### 連續地參選
1973年、1975年兩度競選舊金山市監督委員會，自稱「卡斯楚街市長」，但落選。
1976年競選美國加州州眾議會議員未成功，知名度提高。由於競選，米爾克收到愈來愈多的暴力死亡威脅。他擔心被作為暗殺的目標，他在磁帶上記錄他的想法，若不幸被暗殺想有人接替他。他補充說：「如果子彈射穿我的大腦，那願這顆子彈能摧毀每一扇櫃門。」

### 最後一次競選
安妮塔·布萊恩的公共宣傳反對同性戀和同性戀權利多重挑戰，在美國助長舊金山的同性戀政治。卡斯特羅17名候選人進入下一輪市政監督委員會選舉；其中一半以上是同性戀。紐約時報發表一篇文章揭露了同性戀人名副其實「入侵」舊金山，估計這個城市的同性戀人口為10至20萬，城市總共75萬人。米爾克傳記作者藍迪指出，「更廣泛的歷史性力量」是他的競選活動能量來源。
米爾克最成功的對手是安靜的、思慮周全的律師里克斯托克斯，為Alice B. Toklas民主紀念俱樂部背後支持。斯托克斯早已在米爾克之前公開他是同性戀，並經歷了更嚴重的治療，一旦住院，被迫忍受電擊療法來治療他。然而米爾克，更具表現力的角色的同性戀者，他們議題在舊金山的政治。斯托克斯被引述說，「我只是一個商人碰巧是同性戀」，並表示任何正常的人也可以是同性戀者。米爾克的對比民粹主義哲學是傳達給紐約時報：「我們不想同情自由派，我們希望同志代表同志 ...我代表街上的同性戀人，14歲自聖安東尼奧離家出走。我們為了彌補數百年的迫害。我們必須讓希望那個可憐的孩子離家出走，從聖安東尼奧。他們去酒吧，因為教會有敵意。他們需要希望！他們需要一塊派！」
其他同樣重要的原因是米爾克：他推動更大、更便宜的托兒設施，免費的公共交通，以及發展一個委員會來監督警察。他把握每一個機會提出鄰里的重要問題。米爾克用同樣的競選策略，狂躁一如以往的競選：人力舉廣告牌、數小時的握手、數十同志的發言，呼籲人們有希望。這一次，連舊金山紀事報都贊同他的競選。
在17名候選人中，他贏得了30％選票，他的勝利顯而易見。米爾克乘坐競選經理的摩托車，被警長Richard Hongisto護送抵達卡斯特羅街，報紙報導說是一個「混亂和移動式歡迎」。

## 舊金山市監督委員會任內

### 就職典禮與早期任期
米爾克的就職典禮轟動全國，成為美國首位非現任、公開同性戀身份的民選公職人員。他自比為非裔棒球先驅傑基·羅賓森，與伴侶傑克·利拉攜手步入市政廳，宣告：「你可以選擇在市政廳外投擲磚頭，也可以直接接管它。我們現在就在這裡。」卡斯楚區並非唯一推動新面孔進入市府的地區。與米爾克一同宣誓的，還包括單親母親卡羅·露絲·西爾弗、華裔美國人劉貴明，以及非裔女性艾拉·希爾·哈奇，這些均為舊金山首次。前警察和消防員丹·懷特也首次當選，他特別自豪祖母得以見證他的就職。
米爾克精力充沛，喜歡惡作劇，個性難以捉摸，偶爾讓監事會主席黛安·范士丹感到困擾。他首次與市長莫斯科尼會面時，自稱「頭號女王」，直言莫斯科尼若想爭取城市四分之一的同性戀選票，必須透過他，而非愛麗絲·B·托克拉斯紀念民主俱樂部。米爾克成為莫斯科尼在監事會中最親密的盟友，但對大型企業和房地產開發商強烈不滿。他憤怒地反對市中心附近規劃興建停車場取代住宅，並提議實施通勤稅，要求居住於城外且每日駕車進城工作的通勤者支付使用城市服務的費用。
米爾克經常反對范士丹與其他資深成員。任期初期，他與丹·懷特一致反對在懷特選區設立青少年心理健康中心。然而，深入了解後，他改變立場，最終導致懷特在該議題上的失敗。該中心是懷特競選時力推的項目，他因此對米爾克耿耿於懷，隨後反對米爾克的所有提案。

### 立法成就與社會影響
米爾克上任後首先推動一項禁止基於性傾向的歧視法案。《紐約時報》稱其為「全國最嚴格且範圍最廣的法令」，並表示該法案的通過彰顯同性戀群體日益增長的政治力量。唯一投反對票的監事是懷特，市長莫斯科尼則以米爾克特別準備的淺藍色鋼筆簽署法案。
他關注的另一項法案是解決市民最關心的問題：狗糞清理。上任不到一個月，他開始起草條例，要求狗主人清理寵物排泄物。該法案被稱為「撿便便法」，獲監事會通過後成為媒體關注焦點。競選經理安妮·克朗能伯格稱米爾克是「善於吸引媒體注意的高手」。他在杜波斯公園召開記者會解釋法案必要性，並在鏡頭前「意外」踩到狗糞。助手透露，他在記者會前已於公園尋找合適位置逗留一小時。此事件為他贏得大量粉絲信件，並登上全國新聞版面。
米爾克與伴侶利拉的關係逐漸惡化。他對利拉的酗酒深感厭倦，正考慮分手。某日，利拉致電要求他回家，米爾克到家後發現利拉已上吊自殺。利拉曾多次嘗試自殺，並留下遺書表達對安妮塔·布萊恩特及約翰·布里格斯運動的失望。

### 布里格斯提案與同志運動
1978年，約翰·布里格斯因州長選舉失利，轉而推動布里格斯提案。該提案規定解雇所有同性戀教師及支持同性戀權益的公校員工。布里格斯的支持聲浪遍及加州各地，米爾克則積極展開全州反對運動。他多次公開辯論，駁斥布里格斯聲稱同性戀教師會引誘兒童的言論。他引用執法機構數據指出，戀童癖者大多為異性戀，並以幽默回應：「如果孩子真會模仿老師，現在街上應該跑滿修女才對。」
1978年夏，洛杉磯與舊金山的同志驕傲遊行參與人數大幅增加。舊金山的自由日遊行吸引約25至37.5萬人，報導稱參與人數激增源於布里格斯的影響。米爾克在公開場合發表「希望之言」，鼓勵同志群體為自身自由與權益奮鬥。他直言：「我們不會躲在壁櫥裡就能爭取權利。我們走出來，是為了揭穿謊言與誤解。我要你們對家人與親友坦承。」
雖然該年全國多地同志權益受挫，米爾克保持樂觀。他認為教育是改變的第一步，表示：「即使我們在這些提案中失敗，社會已受到教育。」第6號提案被批評侵犯個人權利，前加州州長羅納德·雷根、現任州長傑里·布朗及總統吉米·卡特均表態反對。1978年11月7日，該提案以逾百萬票差距被否決。在舊金山，75%選民投下反對票，讓同志運動人士備受鼓舞。

## 黑色星期一
1978年11月27日早晨，懷特通過地下室的窗戶進入了舊金山市政廳，避開金屬探測器以藏匿他身上攜帶的槍枝。他要求和市長再見面談論有關復職之事，可是被輕率的拒絕。之後懷特勃然大怒，對市長開槍射擊，再到議員辦公室把米爾克殺害，兩人不幸身亡。

## 電影
他的生平曾數次被翻拍成電影，包括紀錄片《哈维·米尔克的时代》及2008年上映的電影。由葛斯·范·桑導演，而當中飾演米爾克的西恩·潘更憑藉此次的演出在第81屆奧斯卡金像獎上贏得最佳男主角獎。

## 傳記
- Clendinen, Dudley, and Nagourney, Adam (1999). Out for Good: The Struggle to Build a Gay Rights Movement in America, Simon & Schuster. ISBN 0-684-81091-3
- de Jim, Strange (2003). San Francisco's Castro, Arcadia Publishing. ISBN 978-0-7385-2866-3
- Duberman, Martin (1999). Left Out: the Politics of Exclusion: Essays, 1964-1999, Basic Books. ISBN 0-465-01744-4
- Hinckle, Warren (1985). Gayslayer! The Story of How Dan White Killed Harvey Milk and George Moscone & Got Away With Murder, Silver Dollar Books. ISBN 0-933839-01-4
- Marcus, Eric (2002). Making Gay History, HarperCollins Publishers. ISBN 0-06-093391-7
- Shilts, Randy (1982). The Mayor of Castro Street: The Life and Times of Harvey Milk, St. Martin's Press. ISBN 0-312-52330-0
- Weiss, Mike (1984). Double Play: The San Francisco City Hall Killings, Addison Wesley Publishing Company. ISBN 0-201-09595-5

## 爭議
哈維·米爾克曾向總統吉米·卡特寫信，表達了對後來產生了瓊斯鎮慘案的人民聖殿教的支持， 他聲稱人民聖殿教創立者吉姆·瓊斯具有極高的人格品質，但有些人試圖用無恥的謊言詆毀吉姆·瓊斯 。瓊斯鎮慘案發生後的第九天，哈維·米爾克遇刺身亡。

## 註記
1. ↑  根據舊金山市法規規定，若委員無法完成任期，市長得指派人選代替，不再補選。.   [2009-03-11]. （原始内容存档于2008-09-29）.
2. ↑  此處指year book。在美國，有的中學每年重新編班一次，就會編輯該年的紀念冊。
3. ↑  雖然哈維後來在參選時，宣稱因為他的同性戀傾向，而被部隊強迫退伍，但是傳記作者藍迪·須利特（英语：Randy Shilts）卻對他的說法存疑。藍迪認為，當時的哈維在政治活動上並不活躍，而且根據一些跡象顯示，哈維當時還曾經試圖掩飾他的同性戀傾向 (傳記第十六頁)。歷史學家凱倫·佛斯（英语：Karen A. Foss）也對藍迪的看法提出佐證。凱倫認為哈維的退伍與他的性傾向一點關聯也沒有，凱倫認為，哈維的作法是很常見的競選手法。參見Queer Words, Queer Images一書第21頁的參考文獻。
4. ↑  當時的法律規定男人的泳裝要由肚臍蓋大腿膝蓋處。

## 外部連結
- The James C. Hormel Gay & Lesbian Center at the San Francisco Public Library holds the Harvey Milk Archives - Scott Smith Collection.
- Significant collection of photographs and Milk history（页面存档备份，存于）
- Harvey Milk City Hall Memorial Organization dedicated to placing a bust of Harvey Milk in San Francisco's City Hall.
- Harvey Milk Opera（页面存档备份，存于）
- 互联网电影数据库（IMDb）上《The Times of Harvey Milk》的资料（英文）
- The Forgotten Populist, Harvey Milk（页面存档备份，存于） an analysis of Milk's politics and political philosophy
- The Gay, Lesbian, Bisexual, Transgender Historical Society（页面存档备份，存于） Holds artifacts of Milk, including the suit he was wearing when shot by Dan White
- The Harvey Milk Recreational Arts Center in SF
- Eureka Valley/Harvey Milk Branch Library
- Harvey Milk Civil Rights Academy elementary school in SF（页面存档备份，存于）
- Harvey Milk High School NYC（页面存档备份，存于）